# دنیلا ماسرونی
دنیلا ماسرونی (ایتالیایی: Daniela Masseroni؛ زادهٔ ۲۸ فوریهٔ ۱۹۸۵) ژیمناست ریتمیک اهل ایتالیا است.
وی در مسابقات کشوری و بین‌المللی در مجموع برندهٔ ۵ مدال طلا، ۱۴ مدال نقره، ۷ مدال برنز شده‌است.